# Moissei Eljaschoff
Moissei Zacharowits Eljaschoff (24 de juny de 1870 – 1919) fou un mestre d'escacs letó. Era el germà gran del Dr. Israel Isidor Elyashev, el primer crític literari en ídix.
El 1902 va guanyar un matx contra Carl Carls (3 : 1) a Berlel. Empatà als llocs 3r-6è a Hanover 1902 (13è DSB Congress, Haupturnier B, el guanyador fou Leo Fleischmann), fou 2n rere Hans Fahrni a Coburg 1904 (14è DSB Congress, Haupturnier B), fou 3r a Múnic 1904 (Quadrangular, el campió fou Rudolf Spielmann), empatà als llocs 3r-5è a Múnic 1906 (Hexagonal, el guanyador fou Aron Nimzowitsch), i fou 13è al torneig d'Oostende de 1907 (Hauptturnier B, el campió fou Georg Schories).
El seu millor resultat fou el 2n lloc, rere Friedrich Köhnlein, a Düsseldorf 1908 (16è DSB Congress, Haupturnier A). VA compartir el 4t lloc a St. Petersburg 1909 (el campió fou Aleksandr Alekhin), empatà als llocs 5è-6è a Hamburg 1910 (17è DSB Congress, Haupturnier B), fou 20è a St. Petersburg 1911 (el campió fou Stepan Levitsky), empatà als llocs 7è-8è a Breslau 1912 (18è DSB Congress, Haupturnier A, el guanyador fou Bernhard Gregory), fou 17è a Vílnius 1912 (Haupturnier A, el guanyador fou Karel Hromadka), i empatà als llocs 17è-18è a St. Petersburg 1913/14 (Torneig de Mestres de Totes les Rússies, els campions foren Alekhine i Nimzowitsch).